# Uwe Müller (Skeletonpilot)
Uwe Müller (* 21. Juni 1968) ist ein früherer österreichischer Skeletonsportler.
Uwe Müller lebt in Innsbruck. Um die Jahrtausendwende gehörte er dem österreichischen Nationalkader an. In Calgary startete er in der Saison 1999/2000 erstmals im Skeleton-Weltcup und wurde dort 25. Bis 2003 folgten sporadisch weitere Einsätze im Weltcup, sein bestes Resultat erreichte Müller mit Rang 16 2003 in Igls. Seit der Saison 2000/01 startete Müller vermehrt im neu geschaffenen Skeleton-Europacup. Im allerersten Rennen wurde Müller in Igls hinter Roland Hochfilzer und Markus Penz Dritter. In der Gesamtwertung kam er gemeinsam mit Renato Bussola auf den sechsten Platz. bei den Österreichischen Meisterschaften 2003 gewann Müller hinter Martin Rettl die Silbermedaille. Er nahm zudem an der Skeleton-Europameisterschaft 2003 in St. Moritz teil und belegte den 16. Platz. Seine letzten Rennen bestritt Müller 2004.